# فرد ملامد
فرد ملامد (انگلیسی: Fred Melamed؛ زادهٔ ۱۳ مهٔ ۱۹۵۶) بازیگر و نویسنده اهل ایالات متحده آمریکا است. وی از سال ۱۹۸۱ میلادی تاکنون مشغول فعالیت بوده‌است.
از فیلم‌ها یا برنامه‌های تلویزیونی که وی در آن نقش داشته است، می‌توان به مظنون، نوعی زیبایی و هانا و خواهرانش اشاره کرد.